# Anaprostocetus cenxiensis
Anaprostocetus cenxiensis är en stekelart som beskrevs av Mao-Ling Sheng 1995. Anaprostocetus cenxiensis ingår i släktet Anaprostocetus och familjen finglanssteklar. Inga underarter finns listade i Catalogue of Life.